# Gonçalo Esteves
Gonçalo do Lago Pontes Esteves (Arcos de Valdevez, 27 februari 2004) is een Portugees voetballer die door Yverdon-Sport FC van Udinese gehuurd wordt. Hij is de jongere broer van Tomás Esteves.

## Carrière
Gonçalo Esteves speelde in de jeugd van Associação Desportiva e Cultural Aboim/Sabadim, FC Porto en Padroense FC. In 2021 maakte hij op zeventienjarige leeftijd de overstap naar Sporting Clube de Portugal. Hier begon hij in eerste instantie bij het tweede elftal, maar in de loop van de eerste seizoenshelft maakte hij ook deel uit van de eerste selectie. Hij debuteerde voor Sporting op 15 oktober 2021, in de met 0-4 gewonnen uitwedstrijd in de beker tegen CF Os Belenenses. In totaal speelde hij vier competitiewedstrijden, drie bekerwedstrijden, twee wedstrijden in de Taça da Liga en één in de Champions League. In het seizoen 2022/23 werd Esteves verhuurd aan GD Estoril-Praia. Deze verhuurperiode werd geen succes. In zijn tweede wedstrijd kreeg hij een rode kaart en daarna maakte hij nauwelijks meer deel uit van de selectie. Halverwege het seizoen werd de verhuurperiode afgebroken en keerde hij terug naar Sporting, waar hij in het tweede elftal speelde. In de tweede seizoenshelft van het seizoen 2023/24 werd hij verhuurd aan AZ. Hier speelde hij vooral voor Jong AZ. Hij kwam eenmaal in actie voor het eerste elftal, in de na penalty's gewonnen bekerwedstrijd tegen Quick Boys. AZ besloot de optie tot koop niet te lichten, waarna Esteves in 2024 naar Udinese vertrok. Hier zat hij eenmaal op de bank voor hij verhuurd werd aan het Zwitserse Yverdon-Sport FC.

### Statistieken
| Seizoen                        | Club                         | Land           | Competitie     | Competitie | Competitie | Beker | Beker | Overig | Overig | Totaal | Totaal |
| Seizoen                        | Club                         | Land           | Competitie     | Wed.       | Dlp.       | Wed.  | Dlp.  | Wed.   | Dlp.   | Wed.   | Dlp.   |
| ------------------------------ | ---------------------------- | -------------- | -------------- | ---------- | ---------- | ----- | ----- | ------ | ------ | ------ | ------ |
| 2021/22                        | Sporting Clube de Portugal   | Portugal       | Primeira Liga  | 4          | 0          | 3     | 0     | 3      | 0      | 10     | 0      |
| 2021/22                        | Sporting Clube de Portugal B | Portugal       | Liga 3         | 11         | 1          | –     | –     | –      | –      | 11     | 1      |
| 2022/23                        | → GD Estoril-Praia           | Portugal       | Primeira Liga  | 3          | 0          | 1     | 0     | 0      | 0      | 4      | 0      |
| 2022/23                        | Sporting Clube de Portugal B | Portugal       | Liga 3         | 10         | 0          | –     | –     | –      | –      | 10     | 0      |
| 2023/24                        | Sporting Clube de Portugal B | Portugal       | Liga 3         | 1          | 0          | –     | –     | –      | –      | 1      | 0      |
| 2023/24                        | → Jong AZ                    | Nederland      | Eerste divisie | 14         | 1          | –     | –     | –      | –      | 14     | 1      |
| 2023/24                        | → AZ                         | Nederland      | Eredivisie     | 0          | 0          | 1     | 0     | –      | –      | 1      | 0      |
| 2024/25                        | Udinese                      | Italië         | Serie A        | 0          | 0          | 0     | 0     | –      | –      | 0      | 0      |
| 2024/25                        | → Yverdon-Sport FC           | Zwitserland    | Super League   | 1          | 0          | 0     | 0     | –      | –      | 1      | 0      |
| Carrièretotaal                 | Carrièretotaal               | Carrièretotaal | Carrièretotaal | 44         | 2          | 5     | 0     | 3      | 0      | 52     | 2      |
| Bijgewerkt op 4 september 2024 |                              |                |                |            |            |       |       |        |        |        |        |